# RB Leipzig in het seizoen 2019/20
Het seizoen 2019/2020 was het 11e jaar in het bestaan van de Duitse voetbalclub RB Leipzig. De ploeg kwam uit in de Bundesliga en eindigde op een derde plaats. In het toernooi om de DFB Pokal werd in de achtste finale verloren van Eintracht Frankfurt (1–3). Na het behalen van de derde plaats in het vorige seizoen nam de club deel aan de Champions League. De groepsfase werd als winnaar afgesloten, daarmee stootte het teams voor de eerste keer door naar de knock-outfase van het toernooi.

## Wedstrijdstatistieken

### Bundesliga
|       | FC Augsburg | Bayer 04 Leverkusen | FC Bayern München | Borussia Dortmund | Borussia Mönchengladbach | Eintracht Frankfurt | Fortuna Düsseldorf | SC Freiburg | Hertha BSC | TSG 1899 Hoffenheim | 1. FC Köln | 1. FSV Mainz 05 | SC Paderborn | FC Schalke 04 | 1. FC Union Berlin | Werder Bremen | VfL Wolfsburg |
| ----- | ----------- | ------------------- | ----------------- | ----------------- | ------------------------ | ------------------- | ------------------ | ----------- | ---------- | ------------------- | ---------- | --------------- | ------------ | ------------- | ------------------ | ------------- | ------------- |
| Thuis | 3 – 1       | 2 – 2               | 3 – 1             | 3 – 0             | 0 – 2                    | 2 – 2               | 2 – 1              | 1 – 1       | 3 – 1      | 4 – 1               | 1 – 1      | 8 – 0           | 2 – 2        | 1 – 1         | 1 – 1              | 1 – 3         | 1 – 1         |
| Uit   | 1 – 2       | 2 – 4               | 0 – 4             | 0 – 3             | 3 – 3                    | 0 – 3               | 2 – 0              | 2 – 1       | 0 – 2      | 2 – 4               | 1 – 1      | 0 – 5           | 1 – 3        | 0 – 0         | 2 – 3              | 0 – 5         | 0 – 0         |

### DFB Pokal
| 1e ronde                                       | VfL Osnabrück                                  | 2 – 3 (1 – 3) | RB Leipzig                                                                                           |  |
| Plaats: Osnabrück Stadion an der Bremer Brücke | Etienne Amenyido 9' Marcos Álvarez 73' (pen.)  |               | 7', 31' Marcel Sabitzer 29' Lukas Klostermann                                                        |  |
| 2e ronde                                       | VfL Wolfsburg                                  | 1 – 6 (0 – 1) | RB Leipzig                                                                                           |  |
| Plaats: Wolfsburg Volkswagen Arena             | Wout Weghorst 89'                              |               | 13' (e.d.) Pavao Pervan 55' Marcel Sabitzer 58' Emil Forsberg 61' Konrad Laimer 68', 88' Timo Werner |  |
| Achtste finale                                 | Eintracht Frankfurt                            | 3 – 1 (1 – 0) | RB Leipzig                                                                                           |  |
| Plaats: Frankfurt Commerzbank-Arena            | André Silva 17' (pen.) Filip Kostić 51', 90+5' |               | 69' Dani Olmo                                                                                        |  |

### Champions League

#### Groepsfase
| Groepsfase                                | Benfica                               | 1 – 2 (0 – 0) | RB Leipzig                                     |  |
| Plaats: Lissabon Estádio da Luz           | Haris Seferović 84'                   |               | 69', 78' Timo Werner                           |  |
| Groepsfase                                | RB Leipzig                            | 0 – 2 (0 – 1) | Olympique Lyonnais                             |  |
| Plaats: Leipzig Red Bull Arena            |                                       |               | 11' Memphis Depay 65' Martin Terrier           |  |
| Groepsfase                                | RB Leipzig                            | 2 – 1 (0 – 1) | FK Zenit Sint-Petersburg                       |  |
| Plaats: Leipzig Red Bull Arena            | Konrad Laimer 49' Marcel Sabitzer 59' |               | 25' Yaroslav Rakitskiy                         |  |
| Groepsfase                                | FK Zenit Sint-Petersburg              | 0 – 2 (0 – 1) | RB Leipzig                                     |  |
| Plaats: Sint-Petersburg Krestovskistadion |                                       |               | 45+5' Diego Demme 63' Marcel Sabitzer          |  |
| Groepsfase                                | RB Leipzig                            | 2 – 2 (0 – 1) | Benfica                                        |  |
| Plaats: Leipzig Red Bull Arena            | Forsberg 90' (pen.), 90+6'            |               | 20' Pizzi 59' Carlos Vinícius                  |  |
| Groepsfase                                | Olympique Lyonnais                    | 2 – 2 (0 – 2) | RB Leipzig                                     |  |
| Plaats: Lyon Parc Olympique Lyonnais      | Houssem Aouar 50' Memphis Depay 82'   |               | 9' (pen.) Emil Forsberg 33' (pen.) Timo Werner |  |

#### Knock-outfase

##### Achtste finale
| Achtste finale                           | Tottenham Hotspur FC                                             | 0 – 1 (0 – 0) | RB Leipzig                                                             | Opstelling RB Leipzig: |
| Plaats: Londen Tottenham Hotspur Stadium | Giovani Lo Celso 10' Ben Davies 56' Érik Lamela 90+4'            |               | 12' Marcel Sabitzer 33' 58' (pen.) Timo Werner 72' Christopher Nkunku  | Gulácsi, Halstenberg, Klostermann, Angeliño, Mukiele, Ampadu, Sabitzer, Laimer ( 83' Forsberg), Nkunku ( 74' Haidara), Werner, Schick ( 77' Poulsen)  |
| Achtste finale                           | RB Leipzig                                                       | 3 – 0 (2 – 0) | Tottenham Hotspur FC                                                   | Opstelling RB Leipzig: |
| Plaats: Leipzig Red Bull Arena           | Marcel Sabitzer 10', 21' 71' Konrad Laimer 50' Emil Forsberg 87' |               | 34' Ryan Sessegnon 45+1' Harry Winks 68' Japhet Tanganga 70' Dele Alli | Gulácsi, Halstenberg, Klostermann, Angeliño, Mukiele ( 56' Adams), Upamecano, Sabitzer ( 87' Forsberg), Laimer, Nkunku ( 59' Haidara), Werner, Schick |

##### Kwartfinale
| Kwartfinale                            | RB Leipzig                                                                             | 2 – 1 (0 – 0) | Atlético Madrid                                        | Opstelling RB Leipzig: |
| Plaats: Lissabon Estádio José Alvalade | Dani Olmo 50' Lukas Klostermann 70' Kevin Kampl 82' Amadou Haidara 87' Tyler Adams 88' |               | 61' Renan Lodi 71' João Félix 90+6' José María Giménez | Gulácsi, Halstenberg, Klostermann, Angeliño, Upamecano, Kampl, Sabitzer ( 90+2' Mukiele), Laimer ( 72' Adams), Nkunku ( 83' Haidara), Olmo ( 83' Schick), Poulsen |

##### Halve finale
| Halve finale                    | RB Leipzig                                                  | 0 – 3 (0 – 2) | Paris Saint-Germain                                                      | Opstelling RB Leipzig: |
| Plaats: Lissabon Estádio da Luz | Konrad Laimer 61' Marcel Halstenberg 79' Yussuf Poulsen 79' |               | 13' Marquinhos 42' Ángel Di María 45+3' Presnel Kimpembe 56' Juan Bernat | Gulácsi, Angeliño, Klostermann ( 82' Orbán), Upamecano, Mukiele, Kampl ( 64' Adams), Nkunku ( 46' Forsberg), Olmo ( 46' Schick), Sabitzer, Laimer ( 62' Halstenberg), Poulsen |

## Statistieken RB Leipzig 2019/2020

### Eindstand RB Leipzig in de Bundesliga 2019 / 2020
| Stand | Gespeeld | Gewonnen | Gelijk | Verloren | Punten | Doelpunten voor | Doelpunten tegen | Gele kaarten | Rode kaarten |
| ----- | -------- | -------- | ------ | -------- | ------ | --------------- | ---------------- | ------------ | ------------ |
| 3e    | 34       | 18       | 12     | 4        | 66     | 81              | 37               | 44           | 3            |

### Topscorers
| #      | Naam               | Goal |
| ------ | ------------------ | ---- |
| 1.     | Timo Werner        | 28   |
| 2.     | Patrik Schick      | 10   |
| 3.     | Marcel Sabitzer    | 9    |
| 4.     | Emil Forsberg      | 5    |
| 4.     | Christopher Nkunku | 5    |
| 4.     | Yussuf Poulsen     | 5    |
| 7.     | Marcel Halstenberg | 3    |
| 7.     | Lukas Klostermann  | 3    |
| 7.     | Nordi Mukiele      | 3    |
| 7.     | Dani Olmo          | 3    |
| 11.    | Kevin Kampl        | 2    |
| 11.    | Konrad Laimer      | 2    |
| 13.    | Angeliño           | 1    |
| 13.    | Willi Orbán        | 1    |
| 13.    | Marcelo Saracchi   | 1    |
| Totaal | Totaal             | 81   |

| #                  | Naam                         | Goal |
| ------------------ | ---------------------------- | ---- |
| 1.                 | Marcel Sabitzer              | 3    |
| 2.                 | Timo Werner                  | 2    |
| 3.                 | Emil Forsberg                | 1    |
| 3.                 | Lukas Klostermann            | 1    |
| 3.                 | Konrad Laimer                | 1    |
| 3.                 | Dani Olmo                    | 1    |
| Eigen doelpunt(en) |                              |      |
| 1.                 | Pavao Pervan (VfL Wolfsburg) | 1    |
| Totaal             | Totaal                       | 10   |

| #      | Naam            | Goal |
| ------ | --------------- | ---- |
| 1.     | Emil Forsberg   | 4    |
| 1.     | Marcel Sabitzer | 4    |
| 1.     | Timo Werner     | 4    |
| 4.     | Tyler Adams     | 1    |
| 4.     | Diego Demme     | 1    |
| 4.     | Konrad Laimer   | 1    |
| 4.     | Dani Olmo       | 1    |
| Totaal | Totaal          | 16   |

### Kaarten
| #      | Naam               | Kreeg geel |
| ------ | ------------------ | ---------- |
| 1.     | Konrad Laimer      | 7          |
| 1.     | Dayot Upamecano    | 7          |
| 3.     | Marcel Halstenberg | 5          |
| 4.     | Marcel Sabitzer    | 4          |
| 4.     | Timo Werner        | 4          |
| 6.     | Patrik Schick      | 3          |
| 7.     | Angeliño           | 2          |
| 7.     | Ibrahima Konaté    | 2          |
| 7.     | Christopher Nkunku | 2          |
| 7.     | Yussuf Poulsen     | 2          |
| 11.    | Emil Forsberg      | 1          |
| 11.    | Amadou Haidara     | 1          |
| 11.    | Kevin Kampl        | 1          |
| 11.    | Lukas Klostermann  | 1          |
| 11.    | Nordi Mukiele      | 1          |
| 11.    | Dani Olmo          | 1          |
| Totaal | Totaal             | 44         |

| #      | Naam               | Kreeg voor de tweede keer geel en dus rood |
| ------ | ------------------ | ------------------------------------------ |
| 1.     | Marcel Halstenberg | 1                                          |
| 1.     | Konrad Laimer      | 1                                          |
| 1.     | Dayot Upamecano    | 1                                          |
| Totaal | Totaal             | 3                                          |

| #      | Naam        | Weggestuurd |
| ------ | ----------- | ----------- |
| –      | Geen speler | 0           |
| Totaal | Totaal      | 0           |